# انتفاضة كاكيتسو
يشير مفهوم انتفاضة كاكيتسو (嘉吉の徳政一揆 or 嘉吉の土一揆 Kakitsu no Tokusei Ikki or Kakitsu no Tsuchi Ikki) إلى انتفاضة قام بها الفلاحون يطالبون خلالها بإلغاء الديون المفروضة عام 1441، العام الأول لبداية عهد كاكيتسو، بطوكيو والمناطق المحيطة مثل مقاطعة أومي.

## الخلفية والبداية
في أغسطس، وفي خضم الفوضى السياسية عقب اغتيال الشوغون السادس أشيكاغا يوشينوري في شهر يونيو، ثار الفلاحون وانطلقوا على ناقلات البضائع التي تجرها الخيول يجوبون كيوتو وساكاموتو وأوتسو وصولًا إلى مقاطعة أومي، معقل الفلاحين، مطالبين بإلغاء شامل لأوامر الديون على أساس "إجراءات الحكومة المطلوب تنفيذها عند استبدال الشوغون"، وتخفيف عبء الديون بمناسبة تعيين الشوغون الجديد. وتولى جي السامرائي قيادة الحركة التي تضخمت لتصبح ثورة يشارك فيها عشرات الآلاف من الأشخاص. ومع ذلك، لم ينتشر هذا التمرد في كافة الأنحاء، بل شكّل ما يشبه الحلقة حول مدينة كيوتو.

## مسار التمرد
بعد قطع الاتصالات بين مدينة كيوتو والعالم الخارجي، هاجم جيش المتمردين التجار الذين يبيعون بالأجل، ووسطاء الأموال المودعة، والمعابد. وبتوجيه من جي الساموراي، تصرفت القوة المتمردة بطريقة منظمة واستمرت في الحفاظ على غطاء يخفي عمليات النهب الوحشي التي يقومون بها. ونتيجة لذلك، تمكنوا من احتلال تو جي وكيتانو تينمان جيو ومحاصرة تانباجوشي ونيشيهاشيجو.
وفي بداية الانتفاضة، أصدر ميتسوتسونا روكاكو، شوغو (محافظ) مقاطعة أومي، بنفسه أمرًا بإلغاء الديون، ولكن بسبب الحقيقة التي واجهها من معارضة إنرياكو جي لهذا القرار، في شهر سبتمبر، استبعدت ناقلات البضائع التي تجرها الخيول بمقاطعة أومي التي كانت تحت وصايتهم من صفوف المتمردين، بل إنهم عارضوهم لأنهم مضوا في طريقهم واحتلوا كيوميزو ديرا.
وبينما كانت تنوي الشوغونية في بادئ الأمر معالجة هذا الوضع من خلال إصدار أمر بتخفيف عبء الديون عن الفلاحين فقط، في نفس الوقت كان المتمردون يسعون للحصول على دعم أفراد المؤسسة من خلال المطالبة بإلغاء شامل للدين بسعر موحد على نطاق المقاطعة التي شملت كذلك نبلاء البلاط القدماء (كوجي) والسلطة الحاكمة (اليابان)|السلطة الحاكمة (بوك). علاوةً على ذلك، وافق نائب الشوغون (كانري) موشييوكي هوسوكاوا على قبول رشوة تبلغ 1000 وحدات القياس اليابانية#أموال|كانمون من وسطاء الأموال المودعة قبل أن يصدر أمرًا بإرسال قوات لحمايتهم، وداي-ميو الذين عرفوا بأمر هذه الرشوة ورفضوا الأمر الذي أصدره. وبالنسبة لموشيكوني هاتاكياما أحد زعماء داي-ميو، فعارض قمع الانتفاضة لأن له أتباعًا مشاركين فيها، وأصبح الوضع أكثر فوضوية.
أخيرًا، وافق الشوغون السابع أشيكاغا يوشيكاتسو على مطالبهم وأصدر أمرًا بإلغاء شامل للديون والمعروف باسم "Yamashiro Ikkoku Heikin Tokuseirei", والتي تشمل كذلك ديون الأراضي التي باعها المزارعون بصورة دائمة منذ أقل من عشرين عامًا. إن حقيقة أن الشوغونية أصدرت أمرًا رسميًا بإلغاء الديون، الأمر الذي يتعارض مع رفضها نهائيًا فعل ذلك في انتفاضة شوكو، قد ألحق ضررًا بالغًا على سلطتها.

## قائمة المصادر
- Akira Imatani『足利将軍暗殺 嘉吉土一揆の背景』（新人物往来社、1994年） ISBN 4-404-02098-8
- Akira Imatani『土民嗷々 一四四一年の社会史』（東京創元社創元ライブラリ、2001年） ISBN 4-488-07040-X 上著の文庫版